# Kolonialwissenschaft
Kolonialwissenschaft war eine Bezeichnung für ein wissenschaftliches Fachgebiet im 19. und frühen 20. Jahrhundert.

## Geschichte in Deutschland
Etwa Ende der 1880er Jahre bildete sich in der deutschen Kolonialliteratur der Begriff der Kolonialwissenschaft heraus.
Dieser beschrieb sämtliche Fachgebiete, die sich mit den deutschen Kolonien und weiteren außereuropäischen Gebieten beschäftigten, vor allem Geographie, Kolonialrecht und Wirtschaftskunde, aber auch Völkerkunde, Missionswissenschaften, Biologie, Anthropologie, Geologie usw.
Sie wurde zuerst vor allem in verschiedenen Zeitschriften beschrieben.
Seit etwa 1904 wurde an einigen wissenschaftlichen Einrichtungen Vorlesungen und weitere Veranstaltungen zu kolonialwissenschaftlichen Themen angeboten, vor allem am Seminar für Orientalische Sprachen in Berlin und am Kolonialinstitut in Hamburg, aber auch an Universitäten in Münster, Köln und Tübingen und an der Handels-Hochschule Berlin.
Es gab aber meist keinen ordentlichen Lehrstuhl für Kolonialwissenschaften, sondern nur einzelne Veranstaltungen innerhalb benachbarter Fachbereiche.
1914 endete zunächst weitgehend die intensivere wissenschaftliche Beschäftigung mit kolonialwissenschaftlichen Themen nach dem faktischen Verlust sämtlicher deutscher Kolonien kurz nach Beginn des Ersten Weltkrieges. 
Seit Ende der 1920er Jahre wurden wieder intensiver kolonialwissenschaftliche Themen in Publikationen und an einigen wissenschaftlichen Einrichtungen behandelt, meist mit dem Bestreben einer 
fachlich fundierten Grundlage für die Rückgewinnung der Kolonien.
Spätestens seit 1939 wurde dieses strukturell erheblich verstärkt. Um 1943 kamen die meisten dieser Aktivitäten auf Grund der zunehmenden angespannten innen- und außenpolitischen Situation weitgehend zum Erliegen.
Danach wurden Publikationen und Veranstaltungen mit diesen Themenschwerpunkten in Deutschland nicht mehr fortgesetzt.

## Weitere Länder
Besonders in Italien und Frankreich gab es auch intensivere kolonialwissenschaftliche Aktivitäten, besonders an der Universität Rom.

### Zeitgenössische Publikationen
Übersichtsdarstellungen
- H. von Schnee: Deutsches Kolonial-Lexikon, 3 Bände. 1920
- Handbuch der praktischen Kolonialwissenschaften. 1942–1943. 10 Bände erschienen, war aber auf mindestens 18 Bände mit mehreren Teilbänden konzipiert.

Zeitschriften
- Koloniales Jahrbuch, 1889–1899, 1925
- Koloniale Rundschau, 1909–1943

### Sekundärliteratur
- Karsten Gräbel: Die Erforschung der Kolonien. Transcript, Bielefeld 2015, S. 74 und öfter, Dissertation